# London Free School
Die London Free School (LFS) war ein im März 1966 gegründeter loser Zusammenschluss von bekannten Künstlern, die Mitte der 1960er Jahre diverse Aktivitäten im Bereich Kultur organisiert haben, darunter die Herausgabe der Untergrundzeitung International Times und Veranstaltungen, insbesondere die Vorläufer des Notting Hill Carnival sowie einige Konzerte u. a. mit der damals noch unbekannten Band Pink Floyd, für deren Aufstieg die LFS und ihr Umfeld von Bedeutung waren.
Treibende Kräfte waren dabei vor allem John „Hoppy“ Hopkins und Rhaune Laslett. Die LFS sollte eine alternative Bildungseinrichtung für Erwachsene im damaligen Problemviertel Notting Hill sein.
Zu den weiteren Organisatoren und Mitarbeitern der LFS gehörten neben lokalen Aktivisten zahlreiche Mitglieder der Londoner Underground-Kultur, darunter Michael X, Courtney Tulloch (International Times), Peter Jenner (der gerade als Manager von Pink Floyd begann), Joe Boyd (später Betreiber des UFO Clubs), Michael Horovitz, John Michell, Julie Felix, Jeff Nuttall, Nigel Waymouth (von Granny Takes a Trip), Alexander Trocchi, R. D. Laing, Anjelica Huston und Pink Floyd.
Aus der LFS entwickelte sich der Notting Hill Carnival, der auch heute noch stattfindet. Die erste Karnevalsparade wurde am 19. September 1966 durchgeführt.
Zur Finanzierung der LFS-Aktivitäten wurden Benefizkonzerte veranstaltet. Das erste dieser Konzerte fand am 30. September 1966 im Versammlungsraum der All Saints Church statt; Pink Floyd führten dort eine „Sound and Light“-Show auf, mit einigen Titeln, die im folgenden Jahr auf ihrem Debütalbum erschienen. Die Show wurde mehrfach wiederholt, bis Pink Floyd die Hausband des UFO Clubs wurde.
Auch die Underground-Zeitschrift International Times, die am 14. Oktober 1966 aus der Taufe gehoben wurde, hat ihre Wurzeln in der LFS. Der UFO Club, eröffnet am 23. Dezember 1966, diente seinerseits der Finanzierung der International Times.
Während der Notting Hill Carnival und die International Times ein Eigenleben entwickelten, endete das Projekt „London Free School“ nach wenigen Jahren.